# Eduard Meijer
Eduard Meijer (Amsterdam, 25 febbraio 1878 – Amsterdam, 20 marzo 1929) è stato un nuotatore e pallanuotista olandese.
Partecipò alle gare di nuoto della II Olimpiade di Parigi del 1900, nei 4000m stile libero, con il tempo di 1:16'37"2, arrivando quinto in finale.
Prese parte alla IV Olimpiade di Parigi, nel 1908, gareggiando nel torneo di pallanuoto, con la squadra olandese, perdendo al primo turno per 8-1; partecipò anche ad una gara di nuoto, nei 1500m stile libero, ritirandosi al primo turno.
Era il fratello maggiore di Karel Meijer